# Documentary (chaîne de télévision)
documentary est une chaîne de télévision canadienne spécialisée de catégorie A dans la diffusion de films documentaires appartenant à la Société Radio-Canada (82 %) et l'Office national du film du Canada (ONF). La chaîne qui diffuse en anglais est disponible dans les bouquets numériques des principaux câblodistributeurs et fournisseurs de télévision par satellite du Canada.

## Histoire
La chaîne a reçu sa première licence à titre de service de service de télévision spécialisé de catégorie 1 en 2000 et a commencé ses opérations le 7 septembre 2001. Elle est exploitée par une société en commandite dont les actionnaires principaux étaient Corus Entertainment (53 %), la Société Radio-Canada (29 %) et l'Office national du film du Canada (14 %).
En juin 2007, le Conseil de la radiodiffusion et des télécommunications canadiennes a autorisé la vente de la participation de Corus dans The Documentary Channel au télédiffuseur public canadien pour la somme de 1 million $. Bien que la participation de Radio-Canada au capital s'élève maintenant à 82 %, la SRC continuera d'exploiter la chaîne de manière indépendante de ses autres services de radio et de télévision.
Corus a expliqué son retrait en invoquant une consolidation de l'entreprise vers ses services spécialisés à l'intention des femmes et des enfants.
Le 1er avril 2011, documentary a été lancé en haute définition.